# Wołodymyr Bohacz (ur. 1972)
Wołodymyr Bohacz, ukr. Володимир Володимирович Богач (ur. 17 marca 1972 w Sumach) – ukraiński piłkarz, grający na pozycji pomocnika, trener piłkarski.

## Kariera piłkarska

### Kariera klubowa
W 1990 rozpoczął karierę piłkarską w zespole amatorskim Chimik Sumy. W 1991 został zaproszony do klubu Jawir Krasnopole. Sezon 1992/93 rozpoczął w drużynie Awtomobilist Sumy, ale po pół roku wrócił do Jaworu Krasnopole. Latem 1994 podpisał kontrakt z wyższoligowym Weresem Równe. Podczas przerwy zimowej sezonu 1994/95 przeniósł się do CSKA-Borysfen Kijów. We wrześniu 1995 znów wrócił do Jaworu Krasnopole. Zimą 1997 wyjechał za granicę, gdzie potem bronił barw klubów Tatran Preszów, Łokomotiw Niżny Nowogród i Torpiedo Pawłowo. Wiosną 1999 po odrodzeniu miejscowego klubu w rodzimych Sumach został zawodnikiem zespołu Jawir-Sumy, który potem nazywał się Spartak Sumy i Spartak-Horobyna Sumy. 19 marca 2004 został wpisany na listę piłkarzy Naftowyka Ochtyrka, ale w sierpniu po raz kolejny wrócił do Jaworu Krasnopole. W lutym 2005 zasilił skład azerskiego Qarabağ Ağdam. W sierpniu 2005 ponownie został piłkarzem Jaworu Krasnopole, w którym występował do zakończenia kariery w końcu 2006 roku.

### Kariera trenerska
Po zakończeniu kariery piłkarskiej rozpoczął pracę trenerską. Od lipca do września 2009 trenował Ołkom Melitopol. 7 lipca 2015 stał na czele klubu Barsa Sumy, z którym pracował do 23 września 2015.